# بوغدان دوبريسكو
بوغدان دوبريسكو (مواليد 30 نوفمبر 1976) هو ملاكم روماني، مثّل بلاده في الألعاب الأولمبية الصيفية 2000.

## روابط خارجية
بوغدان دوبريسكو على موقع أوليمبيديا (الإنجليزية)